# Kurzia longirostris
Kurzia longirostris är en kräftdjursart som först beskrevs av Daday 1898.  Kurzia longirostris ingår i släktet Kurzia och familjen Chydoridae. Inga underarter finns listade i Catalogue of Life.